# Ciutat ibèrica del Molí d'Espígol
La ciutat ibèrica del Molí d'Espígol és un jaciment arqueològic situat sobre una petita elevació al terme municipal de Tornabous, a l'Urgell. És el nucli urbà més gran de la tribu dels ilergets, i sembla que podria correspondre amb la seva capital, la desapareguda Atanagrum. Del 2009 ençà està declarat Bé Cultural d'Interès Nacional en la categoria de zona arqueològica. No ha estat fins al segle xxi, analitzant les dimensions del jaciment, que s'ha evidenciat que no es tractava d'un poblat sinó d'una gran ciutat.
Es tracta d'un poblat de la primera edat del ferro (final del segle viii aC) que, a partir del segle iv aC, es desenvolupà fins a esdevenir el centre polític, social i econòmic de la regió. Cap als darrers anys del segle iii aC, la població fou abandonada com a resultat de la reorganització de la comunitat ilergeta després de la conquesta romana. A final del segle ii aC, el poblat es reocupà, però amb molta menys intensitat, i cap a mitjan segle i aC s'abandonà definitivament.

## Nom
El jaciment arqueològic pren el nom del Molí d'Espígol de Tornabous, situat a 500m a xaloc. A mitjan segle xx, l'arqueòleg Joan Maluquer de Motes proposà la identificació d'aquest jaciment amb la població d'Atanagrum, esmentada al llibre XXI de Titus Livi. L'historiador romà la considera la capital dels ilergets cap a l'any 218 aC, al començament de la Segona Guerra Púnica, i narra el seu setge per part d'Escipió i la rendició final de la ciutat.
Aquesta identificació, per bé que no hi ha proves que la confirmin, ha anat quallant, i així el jaciment de Tornabous comença a ser anomenat com a Ciutat Ibèrica d'Atanagrum, si bé en entorns acadèmics se sol mantenir la denominació del Molí d'Espígol.
A nou quilòmetres al nord del jaciment, a l'altra banda de la Serra d'Almenara, es troba la vila d'Agramunt. El nom d'aquesta població s'ha volgut considerar com a continuador del topònim d'Atanagrum. Joan Coromines considerà que aquest topònim podia estar format per dos elements el primer dels quals, atan-, podria significar muntanya, i que, llatinitzat, el topònim esdevingués *Muntagre; justament aquesta forma es documenta en un document del segle xi referit a la vila d'Agramunt. De tota manera, el mateix Coromines admet que l'etimologia no és clara i que també és versemblant que es tracti simplement de Acri-monte 'turó escarpat'.

## Descripció arqueològica
Els orígens d'aquest assentament són al final de la primera edat del ferro, tal com han refermat els darrers treballs de seguiment i excavació arqueològica, confirmant que el disseny de l'assentament respondria a un traçat a cordill sobre la base d'un eix longitudinal sobre el qual es dibuixarien dos cercles secants, talment com es va plantejar en el seu dia per al disseny dels Vilars d'Arbeca, fortalesa veïna i amb la que compartiria orígens en el temps, estructura i sistema defensiu, si bé les dimensions del Molí són força més grans.
És en aquest moment ibèric antic quan es construeix la muralla, a finals del segle v aC, probablement sobre un estrat anterior. Durant la primera meitat del segle iv aC es fa una certa ordenació general de l'espai, i creix apareixent els barris suburbans. El seu moment òptim va ser en els segles IV-III aC. Fou abandonat una primera vegada cap a l'any 200 aC a conseqüència de la destrucció per un incendi (en temps de la Segona Guerra púnica; però cap a l'any 100 aC hi ha una certa recuperació, fins que és abandonat definitivament a mitjan segle i aC.
La ciutat està envoltada per una muralla de forma circular el·líptica. Constitueix un dels exemples d'urbanisme més desenvolupat entre les poblacions conegudes de l'àrea ilergeta. Va ser un centre productor agrícola, ramader, polític i comercial de primer ordre.
El jaciment consta de dos espais arqueològics: l'espai urbà on es troben les restes visibles, i l'espai suburbà que s'estén cap al nord, fora de les muralles de l'oppidum. Els carrers s'entrecreuen formant una retícula. S'hi aprecien un total de quatre muralles construïdes en diferents èpoques.

### Superfície del Jaciment
En aquest sentit, el progressiu creixement de la ciutat ubicada al Molí d'Espígol posa de manifest que hi haurà una primera ampliació del perímetre de muralla que serà superat per una nova ampliació al voltant del 400aC, en el que hi haurà una reorganització i ampliació extramurs, ben planificada i estructurada, que superarà i amortitzarà el segon perímetre de muralla amb la construcció d'un tercer circuit emmurallat.
Així, les recerques arqueològiques que s'han dut a terme a partir de l'any 2003 han posat de manifest l'existència d'un conjunt d'espais suburbans relacionats necessàriament amb la ciutat ibèrica, i situats a fora del recinte emmurallat, que s'han datat durant aquest període ibèric ple, coincidint amb la segona ampliació (segles V-III aC).
A l'oest de la zona murallada s'han trobat un conjunt d'estructures murals, amb enllosats i un parell de forns metal·lúrgics, pels que sembla clara l'existència d'un barri amb estructures bastides en què s'hi desenvolupaven activitats productives relacionades amb l'ús i el treball del foc, i potser, de la ceràmica. I al nord-oest, s'han trobat estructures de tipus sitja per a la conservació i emmagatzematge de l'excedent agrícola.
Amb tot, si bé el conjunt de superfície on s'ha trobat algun tipus de resta ibèrica defineix un espai poligonal irregular d'unes 16 ha, es calcula que en la zona habitada el màxim de població va ser de 6.000 habitants i que s'hi van aixecar unes 500 cases.
Per tot plegat els especialistes han conclòs que la ciutat ilergeta del Molí d'Espígol era un nucli potent, amb barris suburbans al seu voltant dependents i vinculats a la ciutat, que s'han d'entendre com una extensió lògica de la mateixa unitat, com a conseqüència de la concentració de poder polític i econòmic que aquesta ciutat ibèrica anirà assolint per convertir-la en el lloc central i vertebrador del poblament ibèric a la depressió central catalana.

### L'edifici singular
Un dels espais més significatius de dins de la trama urbana de l'antiga ciutat ilergeta és la que s'ha anomenat Casa A. És un espai molt gran, amb un total de 7 dependències diferents, però que en algun dels moments d'ocupació haurien tingut distribucions diferents. L'edifici està situat al que es considera el carrer principal, pel fet d'anar des de la porta d'accés, al sector més occidental del perímetre dins muralla, fins a la zona més alta i central de l'antiga ciutat. Una de les curiositats d'aquest conjunt d'estances és que presenta una arquitectura completament diferent de la resta d'edificacions, que segueixen una modulació de 6 per 2 metres aproximadament. A més a més, està situat a la cruïlla del carrer principal amb dos carrers més.
Tot i que en un primer moment s'havia cregut que es tractava d'un edifici públic, les noves interpretacions permeten afirmar que es tracta d'un residència aristocràtica. Així mateix, a partir de disposar d'un registre estratigràfic d'algun dels sectors de la casa, s'ha pogut identificar fins a sis diferents fases cronològiques diferents, presentant cadascun diferents tipus de materials, i també diferents tipus de distribucions dels espais. A partir de les dades ceràmiques i zooarqueològiques s'ha conclòs que l'estança més gran, i d'accés directe des del carrer principal, hauria estat un espai de reunió i celebració de banquets.
Així mateix, i pel fet d'haver-hi trobat materials que evoquen a certs ritus de comensalitat, datats als períodes de més esplendor econòmic del jaciment, podem pensar que corresponen a relacions jeràrquiques entre patró i client, i que, per tant, la casa correspondria a una certa elit dirigent. Tanmateix, també s'observa que l'espai hauria estat transformat en els moments finals d'ocupació.

### Peces destacades
Són d'aquest edifici alguns dels materials més rellevants trobats al jaciment, i conservats al Museu Comarcal de l'Urgell, dins de la Secció d'Arqueologia. Així, concs, la Sala d'Arqueologia del Museu es compon principalment per la col·lecció ibèrica, però també dels seus antecedents, i per tant, abarcant des del VI aC fins al segle i aC, quan la romanització va suposar la desaparició de la cultura ibèrica. Així, hi podrem trobar materials provinents de la ciutat del Molí d'Espígol, però també del Poblat del Pla de les Tenalles de Granyena de Segarra, el Tossal del Mor de Tàrrega, l'assentament dels Missatges de Claravalls, i la necròpoli preibèrica d'Almenara.
Entre els elements ceràmics provinents del Molí d'Espígol destaquen les ceràmiques de vernís negre:
- Askoi amb forma de cap de nubi, els característics cabells trenats, i el pronunciat progmatisme facial.[15] A la part superior s'hi troba l'inici del broc, i el broc petit es troba a la zona de l'occipital. La peça és de vernís negre brillant i prim, mentre que els llavis són pintats de color vermell, i els detalls de les dents i les òrbites dels ulls són blancs. La figura és d'argila rogenca, molt compacta i depurada, i s'emmarca en la tradició mediterrània arrelada en diferents punts, en cadascun dels quals es tracta la temàtica del cap de negre en diverses variants.[16]
- Cernos en forma de triangle de ceràmica a mà, d'una cronologia aproximada del 200 aC. Els cernos són vasos complexos, de tradició grega però també presents en la cultura ibèrica, als quals se’ls atorga un sentit o caràcter ritual relacionat amb algun tipus de culte domèstic per tal de realitzar libacions o sacrificis incruents. En aquest cas està format per tres petits vasos piriformes de base arrodonida connectats per tres conductes; la superfície està brunyida.[17]
- Urna ceràmica a mà. Peça amb un lleuger peu anular, dues nanses horitzontals de secció en cinta en la part superior de la peça i un cordó/motllura llisa horitzontal aplicada sota vora externa, destinada a sostenir i fixar la tapadora que cobria l'urna. La decoració consisteix en quatres grups de sis bandes o filets aplicats, divergents, que parteixen dels extrems de les nanses, els dos dels extrems en forma d'ham.[18]

## Història dels treballs arqueològics
Tot i que en temps de la Mancomunitat de Catalunya era coneguda ja l'existència en aquest indret de restes de l'antiguitat, les excavacions van ser iniciades entre 1970 i 1972, promogudes per Antoni Llorenç, director del Museu Arqueològic Diocesà de Solsona. El 1974 el Ministerio de Educación y Ciencia del govern espanyol comprà el jaciment, traspassat posteriorment a la Generalitat de Catalunya.
A partir del 1975 l'Institut d'Arqueologia de la Universitat de Barcelona hi va portar a terme campanyes d'excavació periòdiques, dirigides fins al 1986 per l'equip de Joan Maluquer de Motes i Nicolau; del 1987 al 1994 hi va actuar Miquel Cura; i des de l'any 2000 és gestionat directament pel Museu d'Arqueologia de Catalunya.

## Nou discurs museogràfic
L'any 2019 l'Agència Catalana del Patrimoni Cultural va renovar la museografia de l'equipament amb tres principals àrees d'intervenció. D'entrada s'han incorporat nous continguts interpretatius al centre d'acollida de visitants, situat al mateix jaciment. Elaborats en català, castellà, anglès i francès, contextualitzen la tribu dels ilergets i els elements més singulars de la ciutat ibèrica. En segon lloc s'han incorporat diferents materials gràfics de recreació hipotètica de la ciutat amb dibuixos d'Albert Àlvarez Marsal. Finalment s'ha elaborat un audiovisual que, amb el títol d'Atanagrum, explica la fi de la ciutat situada al Molí d'Espígol en el context dels enfrontaments entre Roma i Cartago durant la Segona Guerra Púnica, tot posant com a protagonistes els guerrers ibers Indíbil i Mandoni.